# Reise zur Sonne
Reise zur Sonne (türkisch Güneşe Yolculuk) ist der Titel eines Films von Yeşim Ustaoğlu, in dem über die Freundschaft zwischen dem Türken Mehmet und dem Kurden Berzan erzählt wird. Der Film ist eine türkisch-niederländisch-deutsche Coproduktion.

## Handlung
Der Hauptcharakter des Films ist der junge Türke Mehmet Kara, der aus Tire in İzmir stammt und seit einigen Monaten in Istanbul lebt. Er arbeitet mit seinem Lehrmeister Süleyman Bey bei den Wasserwerken, spürt kaputte Wasserleitungen auf und ist mit Arzu befreundet. 
Eines Nachts lernt er während einer Prügelei mit Hooligans Berzan kennen. Berzan ist ein Kurde, der sein Dorf Zorduç wegen einer Flutung durch einen Stausee verlassen musste und seit zwei Jahren als fliegender Händler in Istanbul lebt. Die beiden schließen Freundschaft.
Mehmet gerät während einer Busfahrt in eine Polizeikontrolle und wird festgenommen, als man eine Pistole im Bus findet, die ein anderer Fahrgast hinterlassen hatte. Mehmet wird als Terrorist verdächtigt. Die Beamten finden noch zusätzlich eine kurdische Musikkassette – ein Geschenk Berzans – und glauben ihm wegen seiner dunklen Hautfarbe nicht, dass er ein Türke aus İzmir sei.
Nach seiner Entlassung verliert Mehmet Arbeit und Wohnung und macht sich auf die Suche nach Berzan. Nachdem er ihn findet, zieht er zu ihm und arbeitet in verschiedenen Jobs mit ihm zusammen. Dabei findet er auf einem Müllberg eine goldene Farbsprühdose, um seine Haare aufzuhellen, damit man ihn für einen Türken hält.
Berzan wird bei einer Demonstration gefangen genommen und später ermordet. Mehmet macht es sich zur Aufgabe, seinen Leichnam in Berzans Heimatdorf in der Nähe der irakischen Grenze zu bringen und dort zu beerdigen. Mit einem gestohlenen Pickup reist er mit dem Sarg quer durch das Land und sieht die Situation der Menschen im Osten des Landes. So sieht er bei Hasankeyf eine Familie, die ihre Heimat verlässt, um nach Istanbul zu ziehen, oder drei kleine Jungen, die Zeitungen der PKK verteilen. Auf seiner Reise sieht er viele leere und zerstörte Häuser, deren Türen mit einem roten X gekennzeichnet sind. Auch fällt ihm die große Militärpräsenz mit vielen Straßenkontrollen und Ausgangssperren auf. 
Mehmet fährt ein Stück des Weges mit dem Zug und begegnet dort einem Wehrpflichtigen, der auf dem Weg zur Kaserne ist. Als sie sich gegenseitig nach ihrer Heimatstadt erkundigen, sagt der Wehrpflichtige, dass er aus Tire sei. Mehmet aber sagt, dass er aus Zorduç käme und einen Freund namens Mehmet Kara in Tire hätte. In Zorduç angekommen, lässt er den Sarg in den Stausee gleiten.

## Kritiken
Die Nürnberger Zeitung schrieb:

„Mutig und schonungslos legt sie den Finger in die Wunde, zeigt mit düsterem Realismus bedrückendste Verhältnisse auf: eine Topographie des Terrors, Furcht und Elend einer Türkei, in der Mensch und Kultur, Landschaft und Geschichte der Zerstörung preisgegeben sind.“

www.kino.de schrieb:

„Die auf der Berlinale ausgezeichnete türkisch-niederländisch-deutsche Coproduktion erzählt von Freundschaft und Zivilcourage. In schönen Bildern von Jacek Petrychi, dem Kameramann von Krzysztof Kieslowski, präsentiert Regisseurin Yesim Ustaoglu nicht nur ein sozial engaiertes, sondern auch poetisch und berührendes Porträt der Türkei.“

Nach der Preisverleihung auf der 49. Berlinale sagte Yeşim Ustaoğlu:

„Das System diktiert und definiert, wie die Menschen leben sollen, dagegen wollte ich mich wehren. Die Konflikte der Welt betreffen nicht alle unmittelbar. Infolgedessen interessieren sich die Unbetroffenen gewöhnlich nicht sehr für diese Probleme. Wenn sie durch die Straßen gehen, schauen sie nur geradeaus und gucken nicht unten auf die Pfütze auf dem Gehweg, in der sich möglicherweise andere Seiten des Lebens spiegeln. In Günese Yolculuk sieht man, dass dieses allzu oft übersehne andere Leben gleich um die Ecke herum stattfindet.“

## Auszeichnung

### Sieger
- 1999: Internationales Film-Festival Ankara, Bester Film
- 1999: Internationales Film-Festival Ankara, Beste Regie
- 1999: Internationales Film-Festival Ankara, Bestes Szenario
- 1999: Internationale Filmfestspiele Berlin, Der Blaue Engel
- 1999: Internationale Filmfestspiele Berlin, Friedensfilmpreis
- 1999: Manaki Brothers Film Festival, Golden Camera 300
- 1999: Festróia - Festival Internacional de Cinema de Tróia, Spezieller Jurypreis
- 1999: Festróia - Festival Internacional de Cinema de Tróia, OCIC-Preis
- 1999: International Istanbul Film-Festival, Beste heimische Regie
- 1999: International Istanbul Film-Festival, Bester heimischer Film
- 1999: International Istanbul Film-Festival, FIPRESCI-Preis
- 1999: International Istanbul Film-Festival, Volkspreis
- 1999: Jerusalem International Film-Festival, Friedenspreis
- 1999: São Paulo International Film-Festival, Internationaler Jurypreis
- 1999: Semana Internacional de Cine de Valladolid, Spezieller Jurypreis
- 2001: Political Film Society Award für Menschenrechte

### Nominierungen
- 1999: Internationale Filmfestspiele Berlin, Goldener Bär
- 1999: Europäischer Filmpreis, Beste Kameraführung
- 1999: Festróia - Festival Internacional de Cinema de Tróia, Goldener Delphin
- 1999: Flanders International Film Festival Ghent, Grand Prix
- 1999: Semana Internacional de Cine de Valladolid, Goldene Ähre
- 2002: USA Film Festival, Friedenspreis

## Trivia
- Der Filmtitel ist an das internationale Gewerkschaftslied "Brüder, zur Sonne, zur Freiheit" angelehnt.
- Nach der Rückkehr von der Berlinale in die Türkei wurden einige der Schauspieler verhaftet.[4] Der Film hat in der Türkei aber viele Preise erhalten
- Die Hauptdarsteller Nazmi Kırık, Newroz Baz und Mizgin Kapazan sind Laiendarsteller.